# Mykyrokka
La mykyrokka ou mykykeitto est une soupe qui fait partie de la tradition culinaire finlandaise, en particulier dans la région de Savonie.

## Présentation
Son principal ingrédient est le myky ; il s'agit de boulettes préparées à partir de farine de seigle et de sang. Les boulettes cuisent dans la soupe, qui contient également des pommes de terre, des oignons, des morceaux de viande grasse et des abats (rognons, foie ou cœur).
Cette soupe est également appelée tappaiskeitto, c'est-à-dire « soupe de la boucherie » en référence à l'usage consistant à tuer le cochon ou un autre animal à l'automne dans les fermes pour en faire des saucisses, du jambon, etc., le reste étant alors ajouté à la soupe.